# Chiesa di San Pietro (Elbasan)
La chiesa di San Pietro (in albanese kisha e Shën Pjetri) è una chiesa cattolica di rito bizantino sita appena fuori le mura del castello a Elbasan.

## Storia
Nel 1928 il cardinale Luigi Sincero, segretario della Congregazione per le Chiese orientali, inviò in Albania padre Pietro Scarpelli per l'erezione di una nuova chiesa cattolica di rito bizantino per la Chiesa greco-cattolica albanese in collaborazione col nunzio apostolico Giovanni Battista della Pietra. La costruzione della nuova chiesa, finanziata in parte con circa 2000 dollari dalla Catholic Near East Welfare Association, si svolse tra il 1928 e il 1929, contemporaneamente alla proclamazione del Regno d'Albania ad opera di Zog I e al conflitto col patriarcato ecumenico di Costantinopoli per il riconoscimento dell'autocefalia della Chiesa ortodossa albanese.
La chiesa fu inaugurata il 25 agosto 1929 alla presenza di numerose autorità religiose e politiche, pur riscontrando un forte contrasto da parte del neoeletto primate della Chiesa ortodossa albanese, ovvero l'arcivescovo Bessarione, che proibì ai sacerdoti ortodossi di presenziare all'inaugurazione e invitò i fedeli ortodossi a non visitare la nuova chiesa cattolica, pena la scomunica, definendola come "opera del Diavolo, un cancro che mira solo alla distruzione dell'autocefalia albanese". Tuttavia nello stesso anno Scarpelli fu arrestato ed espulso mentre la chiesa fu temporaneamente chiusa, in quanto sospettata di essere uno strumento di propaganda del Regno d'Italia.
Durante il regime socialista la chiesa fu convertita in magazzino, venendo riaperta al culto dopo il 1991 e restaurata nel 1996, anche grazie alle donazioni degli arbëreshë e alla collaborazione dei pittori Fatbardh Marku e Arben Jano.